# Historia de los judíos en los Países Bajos

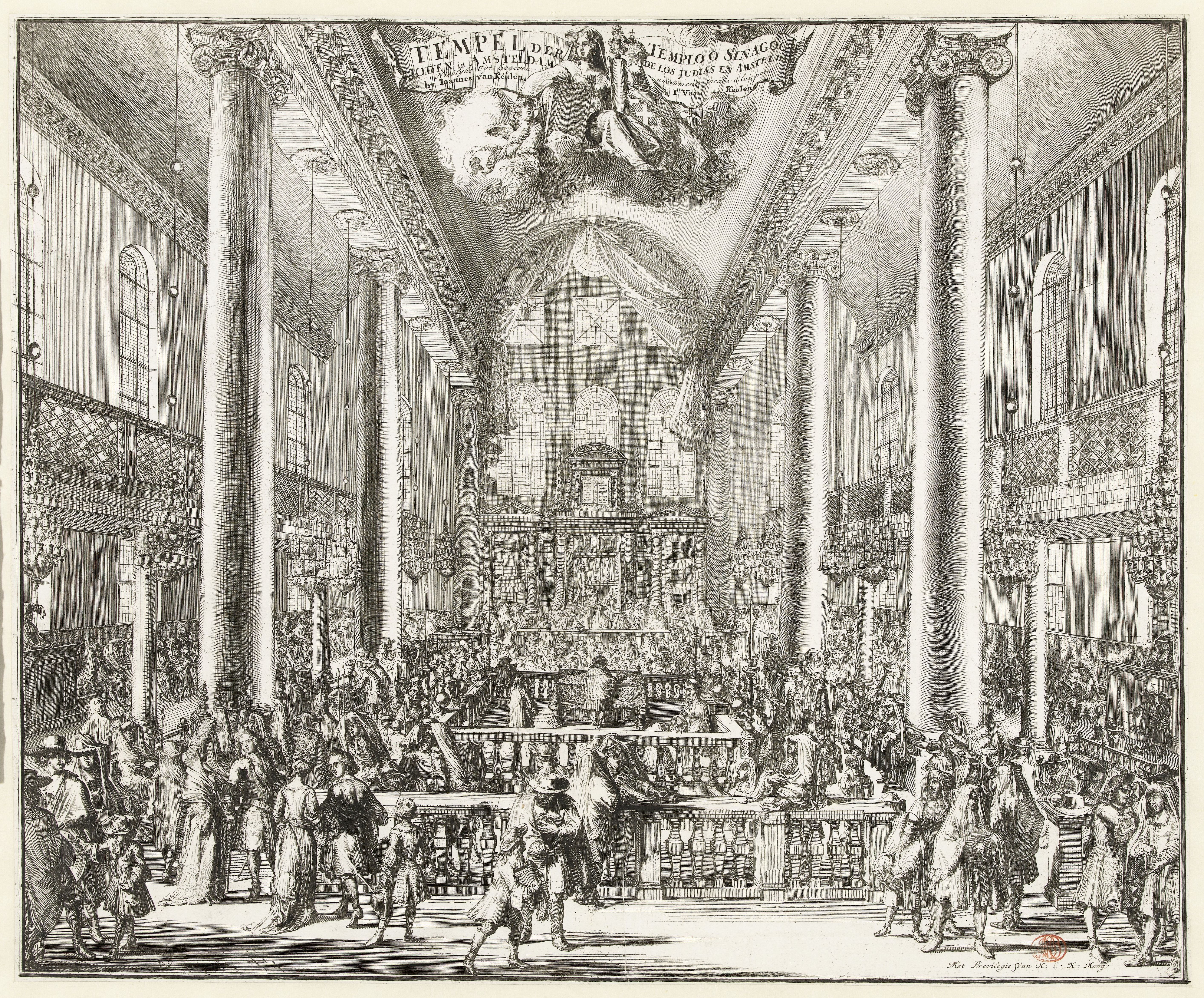
Interior de la sinagoga portuguesa, Ámsterdam en 1695 por Romeyn de Hooghe

La historia de los judíos en los Países Bajos data en gran medida de finales del siglo XVI y del siglo XVII, cuando los judíos sefardíes de Portugal y España comenzaron a establecerse en Ámsterdam y algunas otras ciudades. A mediados del siglo XVII, los judíos asquenazíes de Europa central y oriental emigraron. Ambos grupos emigraron por motivos de libertad religiosa, para escapar de la persecución, pudiendo vivir abiertamente como judíos en comunidades judías organizadas. También los atrajeron las oportunidades económicas en los Países Bajos, un importante centro del comercio mundial. Su presencia se ha mantenido hasta la época actual.
El área ahora conocida como Países Bajos fue una vez parte del Imperio español, pero en 1581, las provincias holandesas del norte declararon su independencia. Un motivo principal era practicar el cristianismo protestante, entonces prohibido bajo el dominio español. La tolerancia religiosa fue efectivamente un importante elemento constitucional del recién independizado estado. Los judíos eran oprimidos religiosamente en diferentes partes del mundo. En busca de libertades religiosas, muchos judíos o judíos forzados a convertirse al catolicismo en España y Portugal, conversos o cristianos nuevos, emigraron a Holanda donde podían practicar abiertamente el judaísmo y prosperaron.

## Antes de la República Holandesa

### De la época Romana - época Medieval
Es probable que los primeros judíos llegaran a los "Países Bajos" (la actual Bélgica y Holanda) durante la conquista romana a principios de la era común. Se sabe poco sobre estos primeros colonos, aparte de que no eran muy numerosos. Durante algún tiempo, la presencia judía consistió, a lo sumo, en pequeñas comunidades aisladas y familias dispersas. La evidencia documental fiable data sólo desde el siglo XII; durante varios siglos, el registro refleja que los judíos fueron perseguidos dentro de la región y expulsados de forma regular. Las primeras fuentes de los siglos XI y XII mencionan debates o disputas oficiales entre cristianos y judíos, en los que se intentaba convencer a los judíos de la verdad del cristianismo y tratar de convertirlos. Estaban documentados en las otras provincias en una fecha anterior, especialmente tras su expulsión de Francia en 1321 y las persecuciones en Hainaut y las provincias del Rin. Los primeros judíos en la provincia de Gelderland se reportaron en 1325. Se ha establecido que los judíos se han establecido en Nimega, el asentamiento más antiguo, en Doesburg, Zutphen y en Arnhem desde 1404. Desde el siglo XIII, hay fuentes que indican que los judíos vivían en Brabante y Limburgo, principalmente en ciudades como Bruselas, Lovaina, Tienen y la calle judía de Maastricht (ortografía holandesa: Jodenstraat (Maastricht) desde 1295 es otra prueba antigua de su existencia.

### Peste negra
Fuentes del siglo XIV también mencionan residentes judíos en las ciudades de Amberes y Malinas y en la región norte de Geldern. Entre 1347 y 1351, Europa fue azotada por la plaga o Peste Negra. Esto resultó en un nuevo tema en la retórica antisemita medieval. Se responsabilizó a los judíos por la epidemia y por la forma en que se estaba propagando rápidamente, supuestamente porque ellos eran los que habían envenenado el agua de los manantiales utilizados por los cristianos. Varias crónicas medievales lo mencionan, p.ej., las de Radalphus de Rivo (c. 1403) de Tongeren, quien escribió que los judíos fueron asesinados en la región de Brabante y en la ciudad de Zwolle porque fueron acusados de propagar la Peste Negra. Esta acusación se sumó a otros libelos de sangre tradicionales contra los judíos. Fueron acusados de perforar la Hostia utilizada para la comunión y de matar a niños cristianos para usar su sangre como ofrenda durante la Pascua judía. 
Las comunidades judías locales fueron a menudo asesinadas total o parcialmente o exiliadas en pogromos histéricos. En mayo de 1370, seis judíos fueron quemados en la hoguera en Bruselas porque fueron acusados de robo y de profanar el Sagrado Sacramento. Además, se puede encontrar documentación de casos en los que los judíos fueron maltratados e insultados, p.ej., en las ciudades de Zutphen, Deventer y Utrecht, por supuestamente profanar la Hostia. Los amotinados masacraron a la mayoría de los judíos de la región y expulsaron a los que sobrevivieron.

### Siglos XIV - XV
En 1349, el Duque de Güeldres fue autorizado por el Emperador Luis IV del Sacro Imperio Romano a recibir judíos en su ducado, donde proporcionaron servicios, pagaron impuestos y fueron protegidos por la ley. En Arnhem, donde se menciona a un médico judío, el magistrado lo defendió contra las hostilidades de la población. Se desconoce cuándo se establecieron judíos en la diócesis de Utrecht, pero especulaciones rabínicas sobre las leyes dietéticas judías sugirieron que la comunidad judía allí databa de la época romana.
En 1444, los judíos fueron expulsados de la ciudad de Utrecht. Hasta 1789, se les prohibió pasar la noche en la ciudad. Eran tolerados en el pueblo de Maarssen, a dos horas de distancia, aunque su condición no era afortunada. Pero, la comunidad de Maarssen fue uno de los asentamientos judíos más importantes en los Países Bajos. Los judíos fueron admitidos en Zelanda por Alberto, duque de Baviera.
En 1477, por el matrimonio de María de Borgoña con el archiduque Maximiliano, hijo del emperador Federico III, los Países Bajos se unieron a Austria y sus posesiones pasaron a la corona de España. En el siglo XVI, debido a las persecuciones de Carlos I y Felipe II de España, los Países Bajos se involucraron en una serie de luchas desesperadas y heroicas contra esta creciente hegemonía política y religiosa católica.  En 1522, Carlos V emitió una proclama en Güeldres y Utrecht contra los cristianos que eran sospechosos de ser laxos en la fe, así como contra los judíos que no habían sido bautizados. Repitió tales edictos en 1545 y 1549, tratando de suprimir la Reforma Protestante, que se estaba expandiendo.  En 1571, el Duque de Alba notificó a las autoridades de Arnhem que todos los judíos que vivían allí debían ser apresados y retenidos hasta que se determinaran sus destinos.